# M/B Peristil
M/B Peristil je hrvatski mali teretni brod za rasuti teret. IMO broj mu je 9519626. MMSI broj je 238266000. Plovi pod hrvatskom zastavom. Matična mu je luka Split.

## Karakteristike
Splitsko brodogradilište ugovorilo je izgradnju broda s hrvatskim brodarom Jadroplovom iz Splita, a za naručitelja Peristil Maritime Inc. Građen je u sklopu Vladina projekta obnove domaće flote. Postavljen je na navoze kao novogradnja br. 466. Prvi je novi brod u Jadroplovu nakon 2001. godine. Kobilica je postavljena na navoze 1. travnja 2009., nakon što je porinuta novogradnja br. 459. Porinut je 4. kolovoza 2009. godine, s navoza br. 2. "Malo kumstvo" ovaj put je pripalo Mladenki Milardović, Rukovoditeljici odjela pripreme i standarda iz Službe projektiranja i konstruiranja, a blagoslov je uputio fra Miljenko Vrabec iz Apostolata mora.
Prigodom gradnje graditelji su podigli znatno manje sekcija na navoz, čime se postigla i ušteda na radnom vremenu. Boja na brodovima blizancima nanesena je prije porinuća. Prethodnim nanošenjem boje porinuti su sa završnom zaštitom podvodnog dijela, čime se izvršila ugovorna mogućnost da brod ne treba višednevno dokiranje. Zbog toga brod nije mnogo proveo na doku, nego tek onoliko vremena koliko je bilo potrebno da se brod pregleda na suhom, radi dobivanja potvrde registra.
Pokusnu je plovidbu imao od 14. travnja 2010.
Predaja Jadroplovu izvršena je dan uoči 1. svibnja 2010. Brod je 2. svibnja 2010. kršten imenom "Peristil". Kuma broda bila je hrvatska atletičarka i svjetska prvakinja u skoku u vis Blanka Vlašić, prva sportašica u povijesti “Jadroplova” koja je bila kuma jednom njihovu brodu.
Brod je dvojne klase, jer je dizajniran prema standardima Bureau Veritas (BV) i Hrvatskog registra brodova. Prvi je mali (eng. handy) brod za prijevoz rasutog tereta u Hrvatskoj koji je građen pod zajedničkim pravilnikom za brodsku strukturu (eng. Common structural rules), koji su donijeli svi svjetski klasifikacijski zavodi.
Nosivost broda je 52.000 tona,/52.096 mt/52.113 Bruto tonaže je 30.092, a neto tonaže 17.852.
Brod ima pet skladišta i pet otvora za skladišta. Kapaciteta je za žito od 2.294.829 cft. Sigurnost u slučaju oštećenja povećana je time što su svi spremnici goriva odvojeni od vanjske otplate. Za ukrcavanje i iskrcavanje tereta brod ima 4 dizalice, SWL 35 mt svaka. Izgrađen je po najvišim sigurnosnim standardima. Ovaj brod za prijevoz sipkog tereta je prvi hrvatski brod te vrste koji je rangiran za terete čija je specifična težina veća od 3 tone po m3, što mu dopušta prijevoz vapnenca, sumpora, silikon-mangana, ribljeg brašna i inih dobara visoke gustoće. Glavni stroj je iz tvornice dizelskih motora Brodosplita koji je izgrađen po licenciji MAN B&W. Tip motora je 6S 50MC-C7. Težine je 207 tona, snage 8600 kW, 121 okr./min Potrošnje je 31,0 mt HFO. Domet bez zaustavljanja je 15.000 nm.
Brod blizanac M/B Sveti Dujam, koji je predan Jadroplovu nekoliko mjeseci poslije, dobitnik je međunarodnih brodarskih priznanja.

## Vanjske poveznice
- U siječnju porinuta Novogradnja 467 za domaćeg brodara - Plovi i Sveti Dujam  Arhivirana inačica izvorne stranice od 24. prosinca 2014. (Wayback Machine)
- Otplovili Peristil i Sveti Dujam  Arhivirana inačica izvorne stranice od 24. prosinca 2014. (Wayback Machine)
- Četvrta Novogradnja u 2010.  Arhivirana inačica izvorne stranice od 24. prosinca 2014. (Wayback Machine)
- Peristil - Bulk Carrier, MarineTraffic
- Jadroplov - Sveti Dujam  Arhivirana inačica izvorne stranice od 8. prosinca 2014. (Wayback Machine)
- M/B Peristil  Arhivirana inačica izvorne stranice od 23. rujna 2015. (Wayback Machine)